# Jardim Vera Cruz (Perdizes)
Jardim Vera Cruz é um bairro nobre localizado na zona oeste da cidade brasileira de São Paulo, no distrito de Perdizes.
Limita-se com os bairros de: Vila Anglo Brasileira, Sumarezinho, Pompeia, Jardim Ligia e Sumaré.
Apresenta sobrados de classe média e relativo grau de arborização, sendo majoritariamente residencial. Abriga uma parte da praça Vicente Tramonte Garcia e está localizado nas proximidades da estação Vila Madalena do Metrô de São Paulo.